# 牙买加飞天航空256号班机事故
牙买加飞天航空256号班机是牙买加飞天航空运用波音757客机运营的国际航班。2018年11月9日，其从圭亚那首都的乔治敦国际机场起飞后发生机械故障，被迫返航。飞机降落时偏出跑道，致使1名乘客死亡，5人受伤。

## 关于班机
256号航班使用波音757-23N客机运营，由2台罗尔斯·罗伊斯RB211发动机提供动力。其于1999年出厂，曾在ATA航空、维姆航空、托马斯·库克航空服役，2012年加入牙买加飞天航空。

## 事故过程
飞机于当地时间02:09离开乔治敦国际机场飞往加拿大多伦多皮尔逊国际机场，起飞不久后报告液压装置发生故障。机组人员放弃爬升，准备返航。飞机于02:53着陆时偏离跑道，撞击机场护栏。事故造成飞机右侧起落架和2号发动机受损。

## 机上人员
据估计，机上有118名乘客和8名机组人员。事故发生时造成6人受伤，其中一名86岁女性乘客于11月18日因伤势过重死亡。